# 이관술
이관술(李觀述, 1900년 4월 26일 ~1950년 7월 3일)은 한국의 독립운동가이자 사상가, 노동운동가이다. 일제강점기에 사회주의 계열 단체에서 활동한 노동운동가이며, 해방 직후에는 조선공산당과 남조선로동당의 간부였다. 박헌영의 최측근이기도 했다.

## 생애

### 생애 초반
울산에서 성장 후, 일본에 유학하여, 히로시마 고등사범학교를 졸업했다. 아버지 이종락(李宗洛)은 울산군 범서면 입암리의 유서 깊은 양반 가문의 장자였다.
일본 유학을 마치고 1929년 서울 동덕여자고등보통학교에 교사로 부임하였다. 어떠한 경우에도 학생 체벌을 하지 않은 이관술은 동덕여고에 부임한 지 얼마 되지 않아 최고의 인기교사가 되었다. 이 학교에서 학생들의 동맹휴학을 지도하는 것으로 사회 운동을 시작하였다. 제자들의 독서회 모임과 이를 기반으로 한 '경성 여학생 만세운동'은 그의 끓는 피에 기름을 부은 격이었다. 이관술의 이복동생 이순금도 1930년 3월에 동덕에 편입한 뒤 이효정, 박진홍과 함께 어울렸고 독서회에 참여했다. 이들이 광주학생운동 1주년에 맞춰 펼친 백지동맹을 주도했다. 이순금은 후에 유명한 여성 공산주의 운동가가 된다. 이관술은 한국인과 일본인 학생들을 묶어 조일반제공동투쟁동맹이라는 조직을 건설했다가 체포되어 복역했다.
그는 1930년대부터 본격적인 항일혁명운동에 뛰어들었다. 반제국주의동맹-경성트로이카-경성콤그룹에서 핵심 지도자로 일하게 된 그는 가장 대중적인 지도자이자 혁명가였다. 1920년대 숱하게 명멸한 조선공산당의 오류를 답습하지 않고 이재유와 함께 서울 지역을 중심으로 노동운동을 진행해나갔다. 정책적 대안 마련을 위해 '노동조건조사표'를 작성해 공장의 노동조건을 조사하기도 했다. 그는 수배 중에 구두닦이, 고물장수, 솥땜장이로 위장해 일제경찰의 눈을 속이기도 했다.
이후 일제강점기 동안 거물급 노동운동가로서 경성부를 거점으로 활동했다. 1935년에 엠엘파의 이재유와 함께 《적기》를 출간하는 등 반제동맹을 재건하려 했으나, 곧 이재유가 검거되었다. 이에 신분을 위장하고 지방을 전전하면서 은거하기도 하였으며, 1937년에는 상경하여 영등포에서 노동 운동을 벌였다.
1939년에 그때까지 체포되지 않고 전향하지도 않고 있던 공산주의자들이 김삼룡, 장순명, 권오직, 이현상, 김단야, 이순금 등으로 구성된 경성콤그룹을 조직하는데 핵심적인 역할을 맡았다. 그의 벗 이재유가 1944년 10월 26일 청주형무소에서 옥사했지만, 이관술은 해방을 대전 고물상에서 맞이했다.

### 해방 이후
해방 직후 잡지 <선구>의 최초 정치여론조사(1945.12)에서 여운형, 이승만, 김구, 박헌영에 이어 '가장 양심적이고 역량 있는 정치지도자' 5위에 선정될 만큼 현대사 속 중요 인물 중 한 명이었다. 박헌영은 남로당의 전신인 조선공산당 당수이고, 이관술은 조선공산당 총무이자 재정부장을 맡고 있었다. 일제강점기 말인 1930~40년대에 대부분의 민족주의자들은 일제에 전향하거나 순응해 별다른 독립운동을 하지 못했다. 하지만 사회주의자들은 극소수를 제외하고는 일제에 끝까지 저항하여 독립운동을 했다. 이러한 사실을 국민들이 잘 알고 있었으며, 이러한 것이 여론조사에 반영된 것이다.
해방과 함께 박헌영의 재건파에 합류해 남로당의 전신인 조선공산당 재정부장을 맡았고, 1946년 2월 민족주의민족전선 중앙위원으로 선출되어 건국 활동에 앞장섰다. 46년 7월 정판사 위조지폐 사건으로 체포되어 무기징역형을 선고받았다. '정판사 위폐사건'이란, 조선공산당 간부 및 조선정판사 직원들이 공모하여 조선정판사 인쇄시설을 이용해 1945년 10월 하순부터 1946년 2월까지 총 6회에 걸쳐 1200만 원의 위조지폐를 찍었다는 것이다. 당시로는 어마어마한 금액이었다. 유가족과 일부 학자들은 조선정판사위폐사건을 미군정이 주도해 조작한 것으로 의심하고 있다.
한국 전쟁 발발 직후인 1950년 7월 3일 이관술은 만 4년간의 수감생활 끝에 대전 산내에서 '위조 지폐범'이라는 오명(汚名)을 쓴 채 복역하고 있던 대전형무소 인근 골령골(현.대전시 낭월동)에서 즉결처형되었다. 이관술이 죽던 날 이후 며칠간 진행된 '피의 살육제'에서 대전형무소 재소자와 대전·충남지역 보도연맹원 1800~3000명이 학살되었다. 이에 대해 대한민국 대법원은 2015년 3월 31일 "수감 중인 사람을 전쟁이 발발했다는 이유로 총살한 것은 불법부당하다"며 "국가는 유족에게 1억 6000만원을 배상하라"는 판결을 내렸다.
산내학살사건의 주범은 심용현이었다. 심용현 중위는 산내 학살현장에서 모든 사건을 지휘하고 점검하는 역할을 했다. 1950년 6월 28~30일경 산내 보도연맹원 1400여 명 학살과 1950년 7월 초에 형무소재소자 1800여 명 학살이 그의 주도로 이뤄졌음을 알 수 있다. 그는 1954년 12월 중령으로 예편한 후 성신학원 이사장을 4차례 역임했고, 1986년 4월 사망했다.
그가 감옥에 있을 때인 1947년 울산군 언양면 반곡리에 초등학교를 세우는 운동이 벌어졌다. 4인의 독지가가 땅을 기부했는데, 총 5715평이었다. 그런데 놀라운 것은 4인 중에 이관술이 포함된 것이다. 당시의 기록에 의하면 범서면 이관술이 542평을 기부한 것으로 나온다.
무기징역에 처해져 감옥살이를 하고 있는 그가 가세가 기울어 가족의 생계도 걱정되었을 텐데, 그 와중에 500여 평의 땅을 반곡초등학교 세우는 데 선뜻 기부한 것이다. 보통 사람이라면 꿈도 꾸지 못할 일이다.

### 사망 이후
울산에서는 이관술의 큰사위 박동철과 이복동생 이학술도 총성에 사라졌다. 박동철은 이관술의 딸 이경환과 같이 소송에 참여한 박경희의 부친이다. 1950년 8월 경남 울산군 온양면 운화리 대운산 골짜기와 청량면 삼정리 반정고개에서 학살됐다. 1960년 4.19 혁명의 열기가 채 가시지 않은 그해 여름 경남 울산군 태화초등학교에는 수천 명의 주민들이 구름떼처럼 모였다. 10년 전인 된 이들의 '합동위령제'를 봉행하기 위해서다. 태화국민학교에서 위령제를 치른 후 백양사 아래에 합동묘를 만들었다. 봉분을 만들고 비석을 세운 후 약 30명의 유족들이 단체사진을 촬영했다. 하지만 봉분을 세운 지 1년도 채 안 되어 묘가 파헤쳐졌다. 박정희의 군사 쿠데타로 동토의 계절이 도래한 것이다. 경찰들은 파헤친 묘에서 나온 유해를 유족들에게 화장해 버리라고 지시했다.
울산광역시 울주군 범서면 입암리에는 이관술 생가가 있다. 이관술 생가에는 어떤 안내판도 없으며, 현재 소유주가 집을 매각하려고 한다. 또한 생가 옆 작은 텃밭에는 이관술 비석이 땅속에 묻혀 있다. 2019년 4월 24일 '이관술기념사업회'가 창립해 평생을 조국과 공익을 위해 헌신한 이관술의 독립유공자 서훈과 이관술 기념관을 추진하기로 했다.
학암 이관술은 1934년 무렵 동덕고녀 제자였던 함흥 출신인 박선숙(朴善淑, 1909~?)과 혼인하였다. 첫 번째 부인과의 사이에 4명의 딸을, 두 번째 부인과는 1명의 딸을 두었다. 하지만 장녀의 남편은 장인이 좌익활동을 했다는 이유로 한국전쟁 때 보도연맹에 가입해 처형당했다. 둘째 딸과 둘째 부인 및 그 딸은 한국전쟁 때 행방불명됐다. 현재 유일한 유족은 막내딸 이경환으로, 지난 2012년 국가 상대 소송을 제기해 승소하면서 명예를 되찾았다. 현재 시민단체 등과 함께 아버지 이관술 재조명 사업에 헌신하고 있다.
일각에서는 미서훈 독립운동가 이관술의 서훈을 촉구하고 있다. 학암 이관술 기념사업회는 일제강점기하에 두 차례에 걸친 4년 6개월 감옥살이와 8년여의 수배생활, 또 모진 고문과 폭력을 이겨내면서 자신의 개인재산까지 바쳐 투쟁한 학암의 공적은 어떤 이유로도 외면되어서는 안 된다는 입장이다.

## 같이 보기
- 경성콤그룹
- 정판사 위조지폐 사건
- 조선공산당
- 남조선로동당
- 노덕술
- 박헌영
- 김단야
- 임화
- 이육사
- 심훈

## 참고자료
- 안재성 (2006). 《이관술 1902-1950》. 서울: 사회평론. ISBN 978-89-5602-651-0.
- 이관술(李觀述) - 한국학중앙연구원